# Kanton Saint-Dizier-Ouest
Kanton Saint-Dizier-Ouest (fr. Canton de Saint-Dizier-Ouest) byl francouzský kanton v departementu Haute-Marne v regionu Champagne-Ardenne. Tvořilo ho 9 obcí. Zrušen byl po reformě kantonů 2014.

## Obce kantonu
- Éclaron-Braucourt-Sainte-Livière
- Hallignicourt
- Humbécourt
- Laneuville-au-Pont
- Moëslains
- Perthes
- Saint-Dizier (západní část)
- Valcourt
- Villiers-en-Lieu